# Agly
Pour les articles homonymes, voir Agly (homonymie).
L'Agly  (Aglí en catalan, Aglin en occitan) est un fleuve côtier du sud de la France, qui coule en
Roussillon, dans la nouvelle région Occitanie, dans les départements de l'Aude et des Pyrénées-Orientales et se jette dans la mer Méditerranée.

## Toponymie

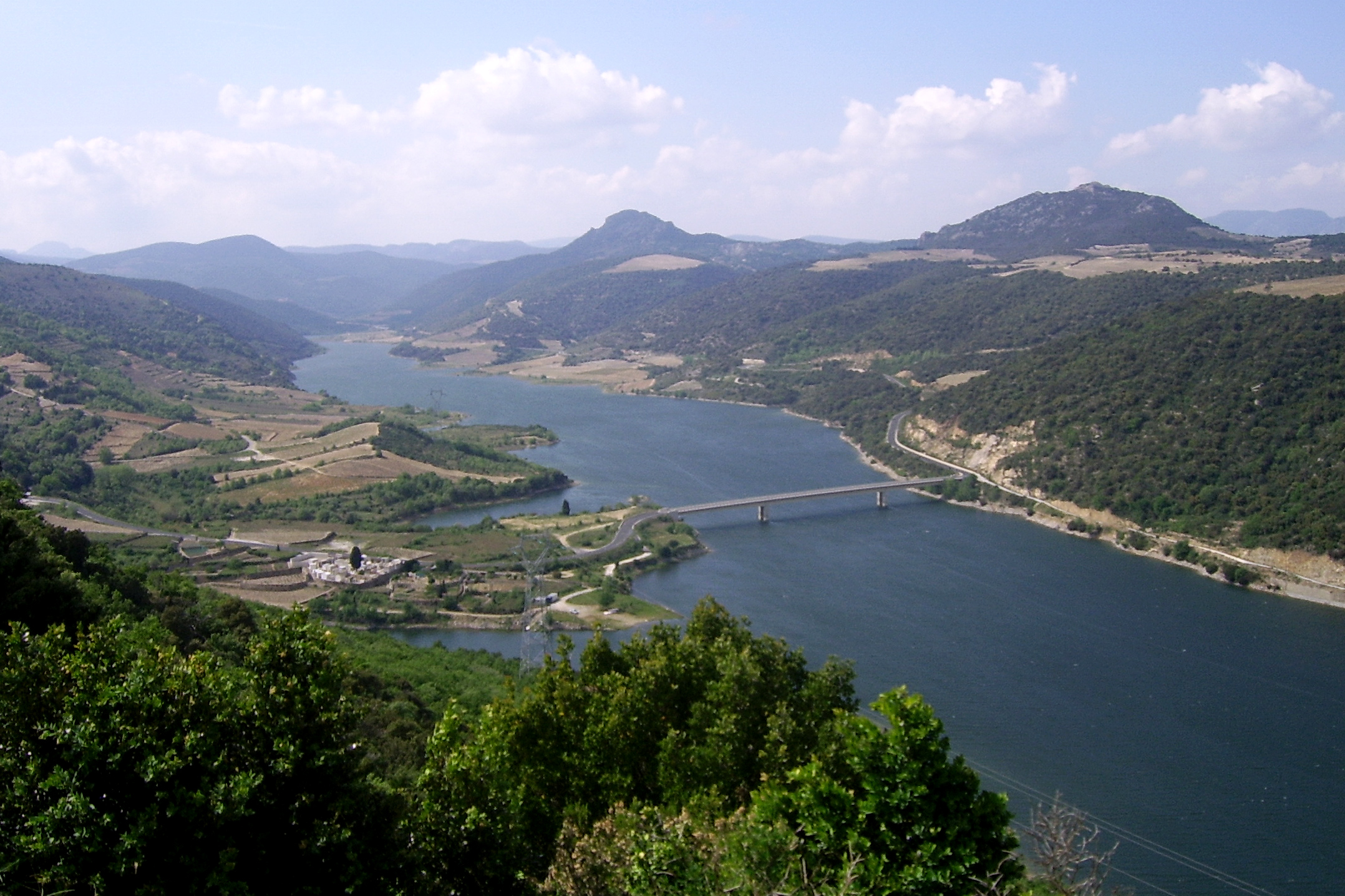
Le lac de Caramany soutenu par un barrage.

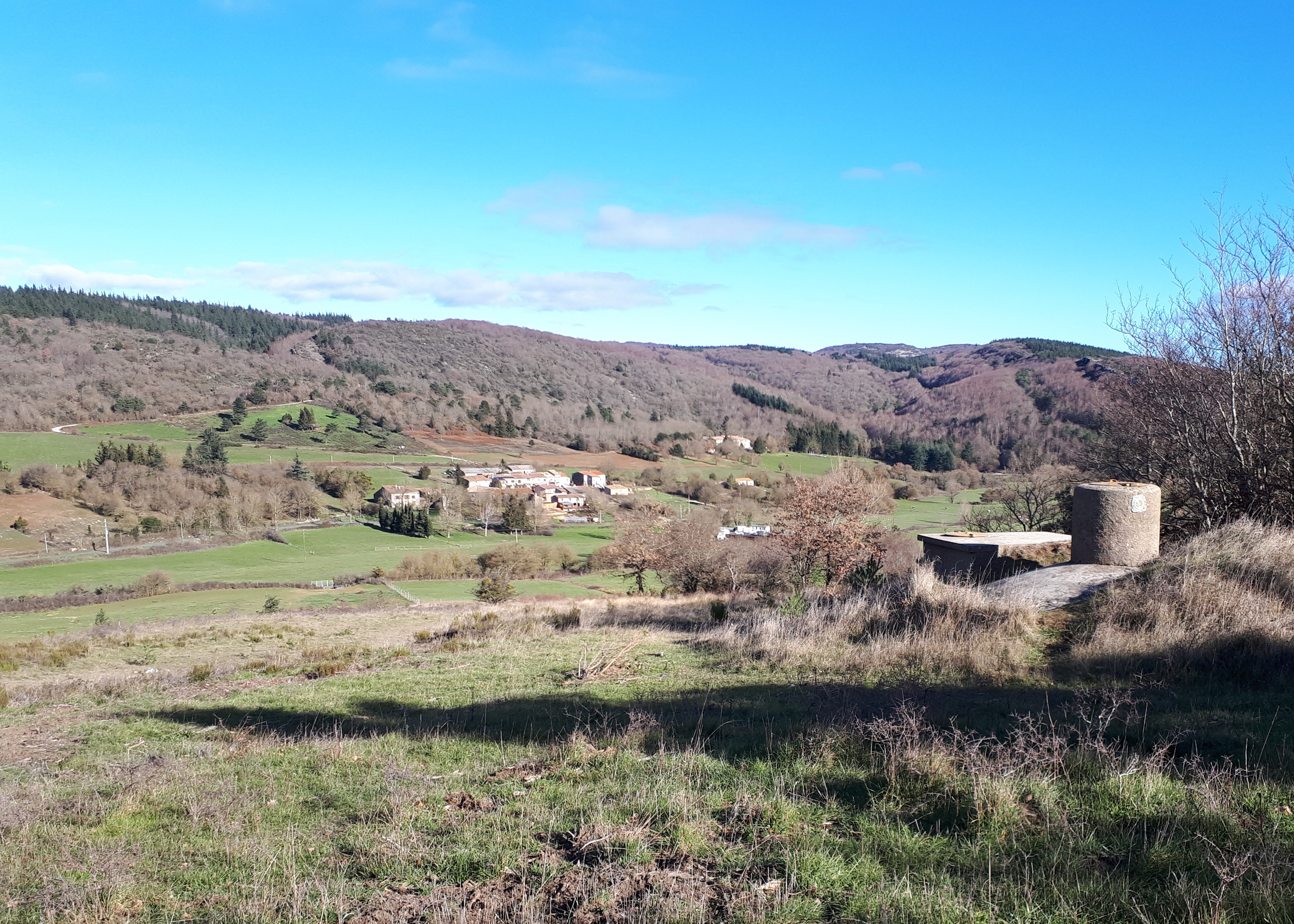
Une des sources de l'Agly (ici une source captée), près du col du Linas.

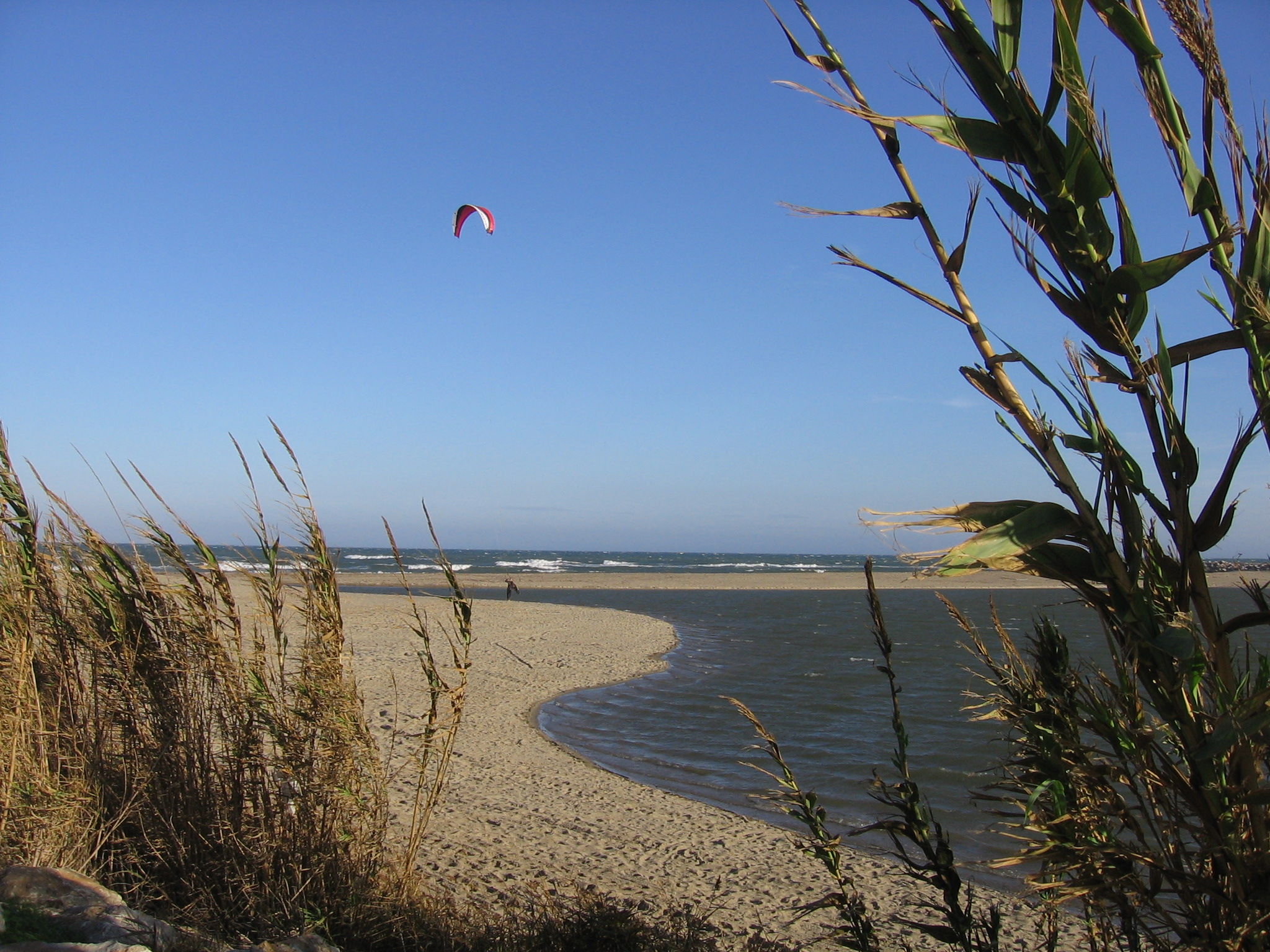
L'embouchure.

Son ancien nom était Sordus au Ve siècle, ce qui signifie « sourdre, source ». Le nom actuel vient de Aquilinus en 1162, sans doute de aquila « aigle », divinité éponyme ou plus probablement de aqua « eau »[réf. souhaitée]. Sur la racine "ag"  on trouve à Argelès-sur-mer plusieurs petits ruisseaux nommés "agulla ... d'en sallères, ... de cabdal, ... de la mar, ...de taxo.

## Géographie
La longueur de son cours d'eau est de 79,9 km.
L'Agly prend sa source près du col du Linas, au nord-est du Pech de Bugarach (1 230 m) dans les Corbières, département de l'Aude, à 940 m d'altitude.
Il passe ensuite dans les Pyrénées-Orientales par les gorges de Galamus, arrose Saint-Paul-de-Fenouillet et traverse la Clue de la Fou, est retenu par un barrage, situé sur la commune de Cassagnes, passe à Estagel où il reçoit le Verdouble.  Un aqueduc romain traverse l'Agly à hauteur de Ansignan.
Il se jette dans la mer Méditerranée au sud de la station balnéaire du Barcarès à la limite de Torreilles.

### Communes et cantons traversés
l'Agly traverse vingt-trois communes dans les deux départements suivants de :

Communes des Pyrénées-Orientales traversées par l'Agly.

- Aude : Bugarach, Cubières-sur-Cinoble, Camps-sur-l'Agly
- Pyrénées-Orientales : Saint-Paul-de-Fenouillet, Ansignan, Caramany, Latour-de-France, Estagel, Cases-de-Pène, Espira-de-l'Agly, Rivesaltes, Claira, Saint-Laurent-de-la-Salanque, Torreilles, Le Barcarès, Calce, Trilla, Cassagnes, Pia, Lesquerde, Saint-Arnac, Rasiguères, Planèzes.

### Toponymes
L'Agly a donné son hydronyme aux deux communes suivantes de Camps-sur-l'Agly et Espira-de-l'Agly.

### Bassin versant
L'Agly traverse les huit zones hydrographiques Y060, Y061, Y062, Y063, Y064, Y065, Y066, Y067 pour une superficie totale de 1 055 km2. Ce bassin versant est constitué à 71,23 % de « forêts et milieux semi-naturels », à 26,70 % de « territoires agricoles », à 1,81 % de « territoires artificialisés », à 0,20 % de « surfaces en eau ». Le bassin versant de l'Agly concerne soixante-cinq communes des deux départements de l'Aude et Pyrénées-Orientales.

### Organisme gestionnaire
L'organisme gestionnaire est le SMBVA ou syndicat mixte du bassin versant de l'Agly, créé en janvier 2015, et sis à Saint-Paul-de-Fenouillet,,.

## Affluents
L'Agly a dix-neuf tronçons affluents référencés dont les principaux sont :
- la Boulzane (rd[note 1]), 34 km et de rang de Strahler trois;
- la Désix (rd) 32,4 km ;
- le Maury (rg), 18,6 km ;
- le Verdouble (rg), 46,8 km ;
- le Roboul (rg), 17,8 km.

## Hydrologie

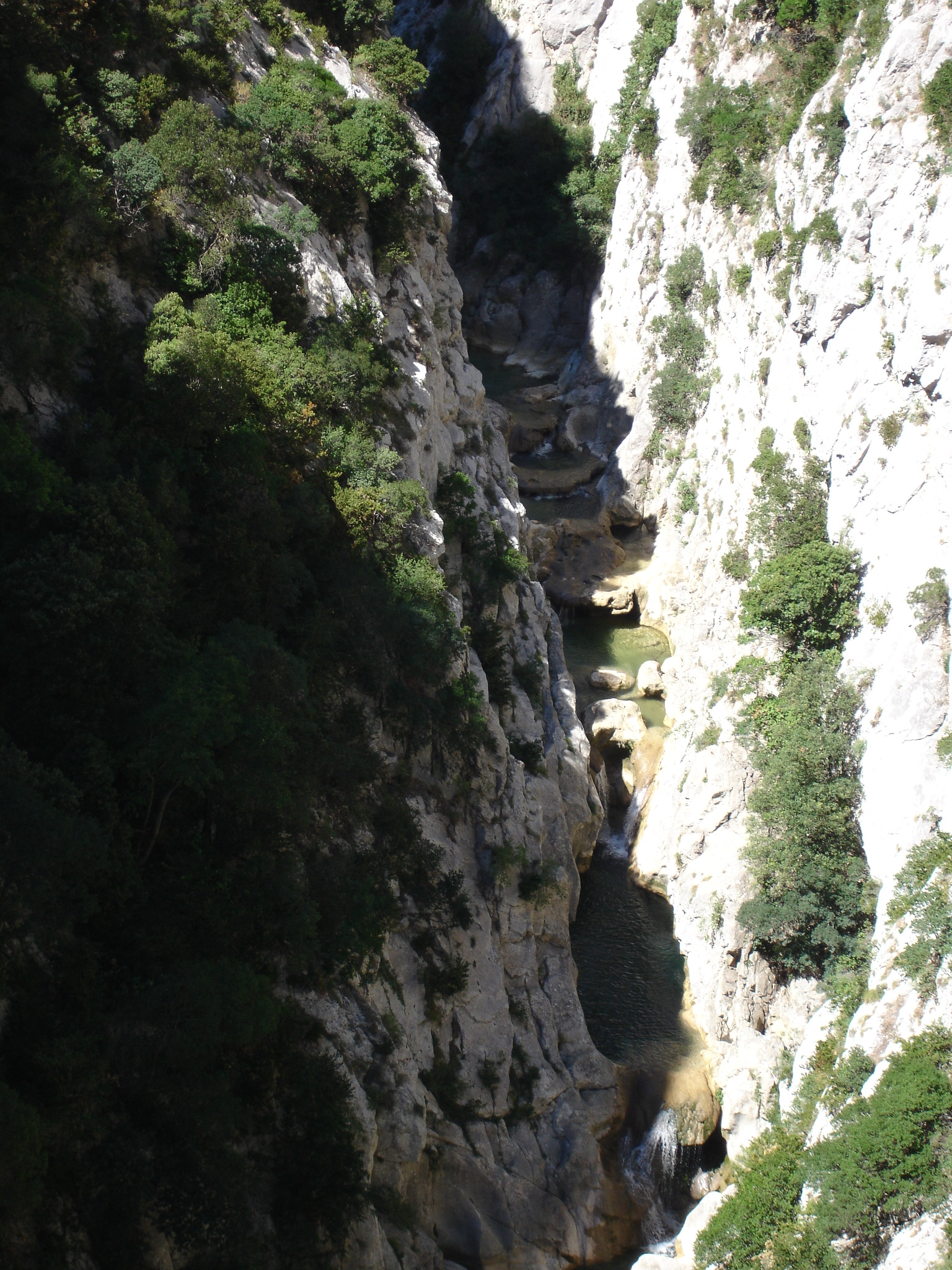
L'Agly dans les gorges de Galamus

L'Agly est un petit fleuve fort irrégulier. Son régime hydrologique est dit pluvial méridional.

### L'Agly à Estagel
Son débit a été observé sur une période de 42 ans (1967-2008), à Estagel, au Mas de Jau à une vingtaine de kilomètres de son embouchure et après avoir reçu les eaux du Verdouble. Le bassin versant du fleuve y est de 903 km2, c'est-à-dire 86,4 % de la totalité de celui-ci.
Le module du fleuve à cet endroit vaut 6,31 m3/s.
L'Agly présente des fluctuations saisonnières typiques d'un régime pluvial méridional.
Les hautes eaux se situent en hiver et au printemps, de décembre à mai inclus, et portent le débit mensuel moyen à un niveau situé entre 7,74 et 12,2 m3/s, avec un maximum en février. Elles sont suivies d'une chute rapide du débit jusqu'à la période de basses eaux qui va de fin juin à début octobre et qui mènent le débit à son étiage d'été avec son minimum moyen du mois d'août (0,439 m3/s). Cependant les fluctuations sont bien plus prononcées sur de courtes périodes.

### Étiage ou basses eaux
À l'étiage, le VCN3 peut chuter jusque 0 m3/s, en cas de période quinquennale sèche, et le fleuve peut ainsi tomber à sec.

### Crues
Les crues peuvent être très importantes. Les QIX 2 et QIX 5 valent respectivement 400 et 710 m3/s. Le QIX 10 est de 920 m3/s et le QIX 20 de 1 100 m3/s. Quant au QIX 50, il se monte à 1 400 m3/s. Cela signifie que, par exemple, tous les deux ans on doit s'attendre à une crue de l'ordre de 400 m3/s, et tous les vingt ans une crue de 1 100 m3/s doit survenir, statistiquement du moins. Ce dernier chiffre équivaut au débit moyen du Rhône en aval de Lyon et de son confluent avec la Saône.
Pour se faire une idée de l'importance de ces débits, on peut les comparer à ceux de l'Yonne à son confluent, rivière redoutée des parisiens pour ses crues. Le QIX 5 de l'Yonne vaut 600 m3/s (contre 400 pour l'Agly) et son QIX 20 se monte à 820 m3/s (soit bien moins que les 1 100 m3/s de l'Agly). Ainsi les crues de l'Agly peuvent être nettement supérieures à celles de l'Yonne en amont de Paris (voir aussi débit de la Seine à Paris).
Le débit instantané maximal enregistré a été de 1 410 m3/s le 26 septembre 1992, tandis que la valeur journalière maximale était de 1 020 m3/s le 13 novembre 1999. En comparant la première de ces valeurs avec l'échelle des QIX du fleuve, il apparaît que les crues de septembre 1992 étaient cinquantennales, et donc peu fréquentes.

### Lame d'eau et débit spécifique
La lame d'eau écoulée dans le bassin versant de l'Agly est de 221 millimètres annuellement, ce qui n'est pas très élevé. Le débit spécifique du fleuve (ou Qsp) atteint le chiffre moyen de 7,5 litres par seconde et par kilomètre carré de bassin.

## Aménagements et écologie

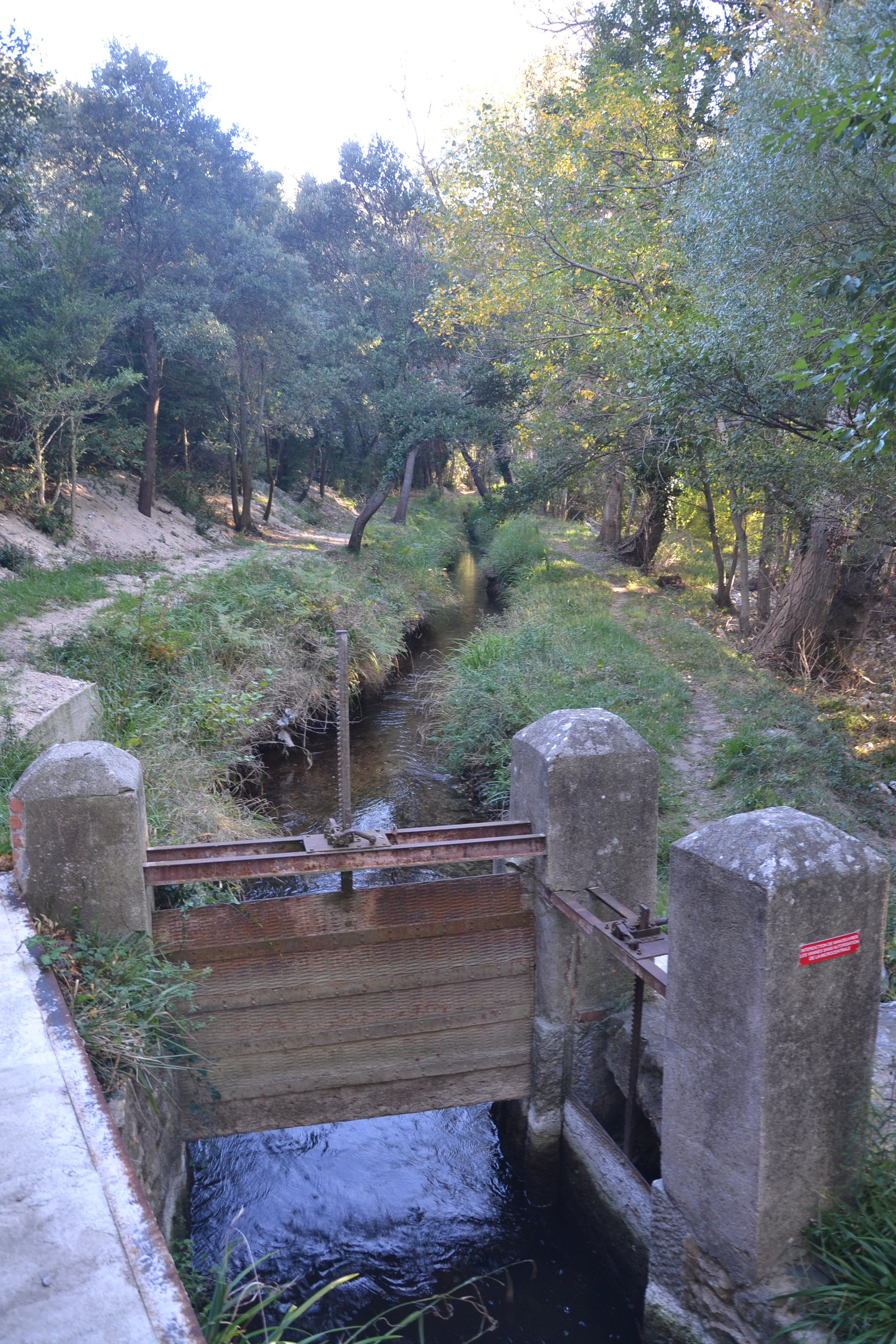
Canal d'irrigation longeant l'Agly vers Saint-Arnac.